# Андријус Кубилијус
Андријус Кубилијус (лат. Andrius Kubilius) је премијер Литваније од новембра 2008. године. Кубилијус је био премијер и од новембра 1999. године до новембра 2000. године, и од новембра 2008. године до децембра 2012. године. Налазио се на челу странке „Савез отаџбине — Литвански демохришћани“.